# Optimale Silbe
Als optimale Silbe wird allgemein eine im Sinn der Optimalitätstheorie den phonotaktischen Regeln und Beschränkungen der Silbenbildung in einer Sprache optimal angepasste Silbe bzw. Silbenstruktur bezeichnet.
Speziell in Bezug auf das Sonoritätsprinzip bei der Silbenbildung wird eine Silbenstruktur, die den Kontrast der Sonorität maximiert, als optimal betrachtet. Eine solche, möglichst kurze Silbe weist lediglich einen (meist vokalischen) Silbenkern (V) und einen initialen Silbenansatz (K) auf und verzichtet auf die Koda. Sie besteht also nur aus einem Konsonanten und einem Vokal (Schema KV). Insofern das Sonoritätsprinzip als universell betrachtet wird, gilt die KV-Struktur als universell optimale Silbenstruktur. Als Beleg dafür gilt, dass das KV-Schema in praktisch allen Sprachen zulässig und in manchen Sprachen das einzig zulässige Schema ist. Man bezeichnet dieses Schema auch als ideale Silbe.